# Falcone
Falcone ist eine kleine Gemeinde in der Metropolitanstadt Messina in der Region Sizilien in Italien mit 2812 Einwohnern (Stand 31. Dezember 2023).

## Lage und Daten
Falcone liegt 61 Kilometer westlich von Messina an der Küste des Tyrrhenischen Meers. Die Einwohner arbeiten hauptsächlich in der Landwirtschaft.
Die Nachbargemeinden sind Furnari, Montalbano Elicona, Oliveri und Tripi.

## Geschichte
Aus dem 3. Jahrhundert v. Chr. sind auf dem Gebiet von Falcone bei Ausgrabungen einer Nekropole antike Gerätschaften gefunden worden. Das heutige Falcone besteht seit dem 19. Jahrhundert und war zunächst ein Teil von  Oliveri. 1857 wurde das Dorf Falcone zur selbständigen Gemeinde.